# Медресе Эрназар элчи

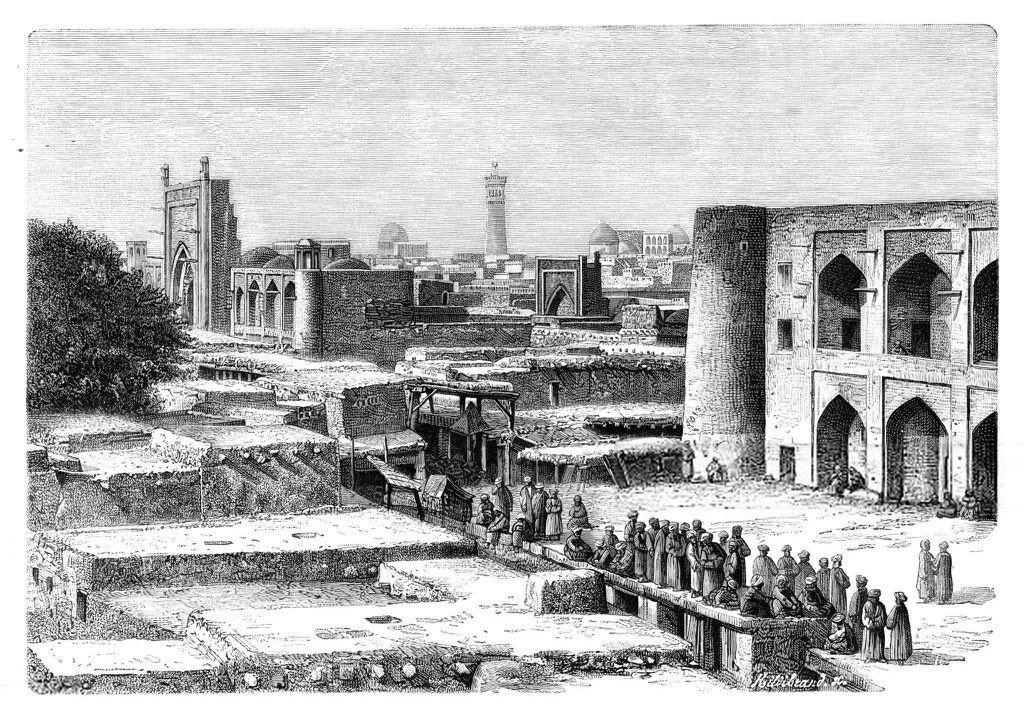
Самая старая зарисовка Бухары. Частично на переднем плане медресе Кукельдаш. Чуть в далеке медресе Эрназар элчи. 1880 год.

Медресе Эрназар элчи — утраченное здание медресе в Бухаре (Узбекистан), воздвигнутое в 1780-х годах при узбекском правителе Даниял-бие, на подаренные Екатериной Великой средства в знак уважения послу Бухарского эмирата — Ирназар Максуд угли (Эрназар элчи). Снесено при советской эпохе в 1960-х годах.
Здание располагалось неподалёку от самого крупного среднеазиатского медресе Кукельдаш. С конца 1960-х годов на его месте располагался небольшой скверик, ныне — платная автостоянка.
Вдоль медресе Эрназар элчи тянулись длинные чайные ряды. Они переходили затем в ряды торговцев пряностями и аптекарскими товарами. За углом медресе Эрназар элчи, по дороге к Самаркандской улице, располагался угольный базар, продолжением которого был бозори танур. Здесь сидели кулолгары со своими изделиями (гончарной посудой). Ветвь этого базара охватывала мечеть Шейх Шона и заходила за медресе Кукельдаш, где был ряд мясников.
В медресе Эрназар элчи, кроме теологических наук, обучали также основам врачевания, аптекарского дела, тригонометрии, земледелия, строительства.